# ВЕПР
ВЕПР (автомобіль Високо-Ефективної ПРохідності) — универсальная автомобильная платформа 4х4 с независимой подвеской, разработанная в 2002-2006 годах в Специальном конструкторском бюро «ВЕПР» (Кременчуг). На этой платформе была построена серия экспериментальных полноприводных автомобилей специального назначения .

## История

Автомобиль ВЕПР-С "Специальный".

Автомобиль ВЕПР-М "Мисливець" ("Охотник").

Конструктором автомашины «ВЕПР» является В. И. Пилипенко, её производство освоило автотранспортное предприятие «АТП-15356» в Кременчуге. Дизельные двигатели в комплекте с коробкой передач поставляет итальянско-украинское предприятие «Iveco-Мотор-Сич» (Запорожье), рамы изготавливают в Николаеве, броню на предприятии в Мариуполе.
Изготовление первого опытного образца автомобиля было завершено в сентябре 2005 года, после завершения испытаний 13 марта 2006 года состоялась официальная презентация автомашины. По словам разработчиков, стоимость изготовления первой машины составила около 100 тыс. долларов США.
В период до 22 марта 2006 года было изготовлено и поставлено заказчикам три бронированных специальных машины "ВЕПР-С", две бронированных командных машины "ВЕПР-К" и две автомашины "ВЕПР-Охотник".

## Описание
«ВЕПР» — это полноприводный многоцелевой грузопассажирский автомобиль высокой проходимости, который выпускался в нескольких вариантах исполнения. Предусматривается возможность эксплуатации военными, аварийно-спасательными службами, нефтегазодобытчиками.
- двигатель 8-цилиндровый класса «Евро-2»

В автомобиле пневматическая, с подкачкой подвеска, что позволяет нажатием кнопки изменять просвет, опуская или поднимая днище почти на 60 сантиметров над асфальтом. Существует возможность индивидуальной подкачки пневмоцилиндра одного колеса.

## Варианты
Автомашины строились на едином унифицированном шасси "ВЕПР" и выпускались единичной сборкой под заказ в нескольких модификациях.
- ВЕПР-К «Командир» — выпускается в двух вариантах:
  - бронированный армейский автомобиль с противоминной защитой.
  - гражданская небронированная версия, внедорожник, рассчитанный на перевозку 10 человек[8]
- ВЕПР-С "Специальный" — бронированный специальный автомобиль массой 6,5 тонн[7], с установленной системой радиоэлектронного подавления «Мандат-Б1Е», разработанный по техническому заданию ОАО «Топаз». Впервые представлен в сентябре 2005 года на выставке в Абу-Даби[7]. В период до июня 2007 года построено три машины[1]. 31 мая 2011 года директор предприятия-производителя сообщил, что выпущено "полтора десятка" бронемашин этого типа, в производстве находится ещё одна и дальнейший их выпуск прекращается[9]
- ВЕПР-М "Мисливець" — грузовик повышенной проходимости массой 6 тонн, гражданская небронированная версия ВЕПР-С с грузоподъемностью 2 тонны[7]
- ВЕПР-К "Спорт" — облегченная спортивная версия ВЕПР-К с независимой подвеской и более мощным двигателем[10].

Кроме перечисленных вариантов предлагалась линейка специальных автомобилей на едином унифицированном шасси "ВЕПР" - инкассаторский бронеавтомобиль, автомобиль скорой помощи, автобус повышенной проходимости, полицейский автомобиль, военный бронеавтомобиль, автомобиль специального назначения, грузовой автомобиль, автокран и кран-манипулятор.

## Другие работы

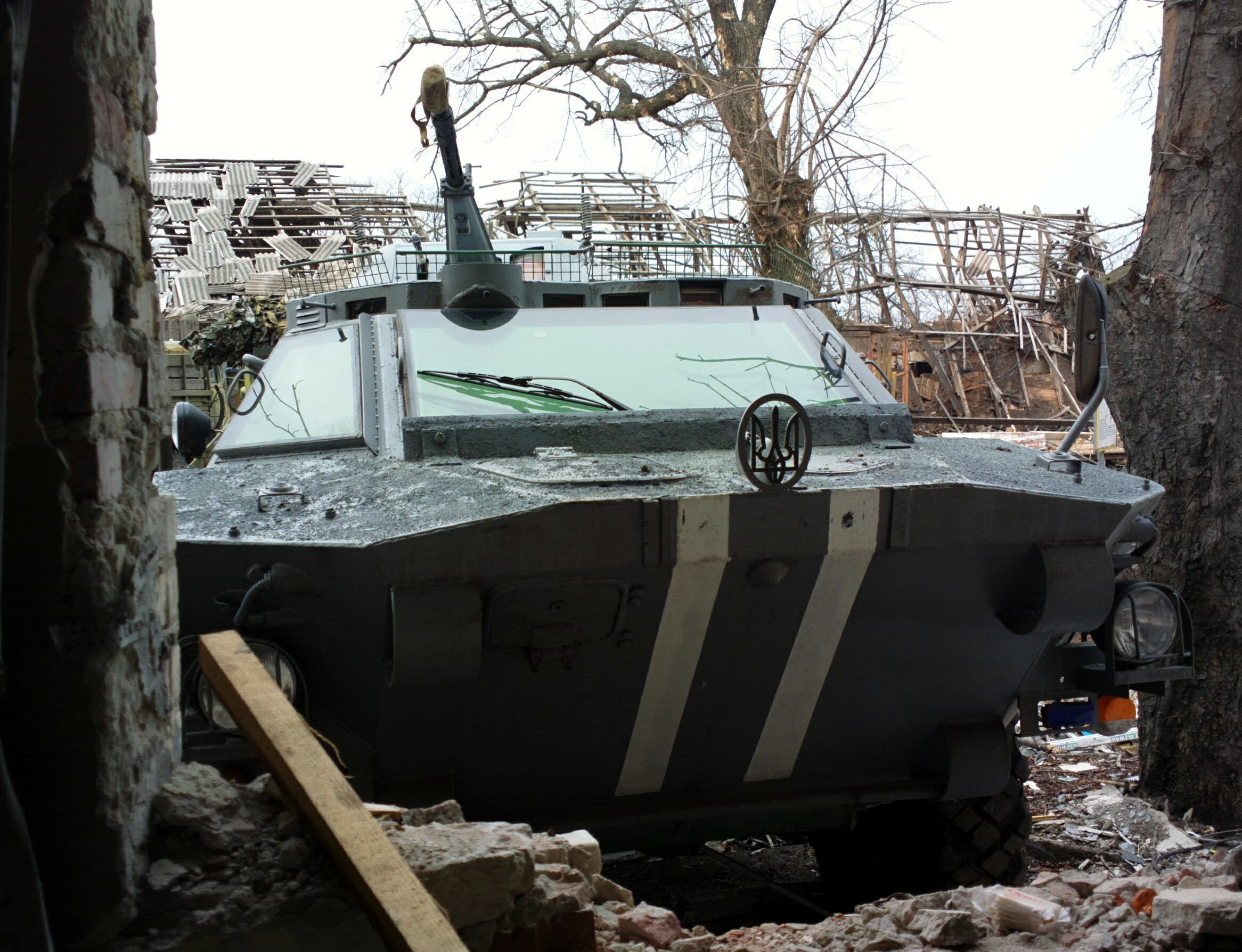
БРДМ-2 "ВЕПР" в зоне АТО

Помимо работ со специальным шасси ВЕПР предприятие занимается переоборудованием демилитаризованных БРДМ-2 для нужд гражданского рынка специальной техники.
Используя накопленный опыт, в 2015 г. компанией был предложен вариант модернизации БРДМ-2 для силовых структур. В машине улучшена обзорность путём остекления кабины экипажа бронестеклами. Дно бронировано. Боковые колеса демонтированы. Вместо них установлены полнопрофильные двери для посадки-высадки десанта. Вооружение усилено. В дополнение к штатному вооружению добавлен кормовой пулемет, место пулеметчика оборудовано на месте демонтированного водомётного движителя. В носовой части предусмотрена установка курсового автоматического гранатомета. Светотехника доработана для движения по дорогам общего пользования. Как минимум два БРДМ-2 в такой модификации были переданы в ВСУ..

## Страны-эксплуатанты
- Греция - в мае 2008 года поставлена одна бронированная машина ВЕПР-С "Специальный", оснащённая системами радиоэлектронного подавления[3]
- Грузия - в мае 2008 года поставлена одна бронированная машина ВЕПР-С "Специальный", оснащённая системами радиоэлектронного подавления[3]
- Украина - в феврале 2015 года два БРДМ-2 "ВЕПР" были переданы в Вооруженные силы Украины.[14].